# Johan Kallsoy
Johan Kallsoy (født 12. august 1892 i Eiði, død 19. marts 1973) var en færøsk lærer, fagforeningsmand og politiker (SF).
Han havde eksamen fra Føroya Læraraskúli fra 1917, og arbejdede som lærer ved Føroya Fólkaháskúli 1918–1919, i folkeskolen i Gjógv 1919–1944 og på Eiði 1944–1962. Han var redaktør af tidsskriftet Føroya Skúlablað 1923–1924, medlem af skolestyret på Færøerne 1928–1932 og 1936–1940, bestyrelsesmedlem i fagforeningen Føroya Lærarafelag 1923–1939, 1947–1948 og 1953–1954.
Kallsoy var borgmester i Funningur 1922–1930 samt indvalgt i Lagtinget fra Eysturoy 1928–1940 og 1950–1954.